# Alex Nussbaum
Alex Nussbaum est un acteur.

## Filmographie
- 2002 : Comedy Inc. (série télévisée)
- 2003 : The Seán Cullen Show (série télévisée)
- 2003 : This Time Around (TV)
- 2003 : The Toronto Show (série télévisée) : Featured
- 2004 : The 5th Annual Canadian Comedy Awards (TV) : Nominee (Male Stand-up)
- 2006 : Monster Warriors (série télévisée) : Robber